# Ковалив, Юрий Иванович
Юрий Иванович Ковали́в (род. 13 апреля 1949) — советский и украинский поэт, критик, литературовед, педагог. Доктор филологических наук, профессор.

## Биография
Родился 13 апреля 1949 года в городе Белая Церковь (ныне Киевская область, Украина) в рабочей семье. Здесь учился, работал на заводе «Радиокерамика» токарем.
В 1967 год — 1971 годах учился на филологическом факультете КГПИ имени М. Горького. После его окончания преподавал украинский язык и литературу в сельских школах Белоцерковского района (Острийки, Малая Ольшанка).
С 1981 года работал корреспондентом газеты «Звезда». Затем поступил в аспирантуру Института литературы имени Тараса Шевченко АН УССР, где учился до 1984 года. Затем работал здесь на должностях от младшего до ведущего научного сотрудника, защитил кандидатскую (1985) и докторскую (1995) диссертации, усвоил школу Л. Н. Новиченко. Доктор филологических наук (1995). Профессор (1998).
Занимаясь научной работой, не оставлял образования, преподавал в разные годы в Переяславском отделении Киевского педагогического института имени Максима Горького, в Всеукраинском институте повышения квалификации педагогических работников, в Институте повышения квалификации учителей имени Бориса Гринченко, в Киевском государственном лингвистическом университете, в Международном институте лингвистики и права.
С 1998 года — профессор кафедры новейшей украинской литературы Института филологии КГУ имени Т. Г. Шевченко.
Автор-составитель двухтомного издания «Літературознавча енциклопедія» (2007).

## Награды, премии, звания
- Государственная премия Украины имени Тараса Шевченко (1996) — за учебное пособие «История украинской литературы XX века» в 2 книгах[2].
- заслуженный работник образования Украины (21.11.2008)[3].

## Семья
- жена, поэтесса Олеся Мудрак-Ковалив, дочка Дарья[4].
- старшая дочь, Оксана (1980)[1], научный сотрудник в Институте искусствоведения, фольклористики и этнологии имени Н. Т. Рыльского[5].